# شهرستان رایت (میزوری)
شهرستان رایت، میزوری (به انگلیسی: Wright County, Missouri) یک سکونتگاه مسکونی در ایالات متحده آمریکا است که در میزوری واقع شده است.